# Lammassaari, Somero
Lammassaari är en ö i Finland. Den ligger i sjön Arimaa och i kommunen Somero i den ekonomiska regionen  Salo och landskapet Egentliga Finland, i den södra delen av landet, 70 km nordväst om huvudstaden Helsingfors. Öns area är 0,8 hektar och dess största längd är 140 meter i sydöst-nordvästlig riktning.